# Гапон, Александр Иванович
Александр Иванович Гапон (укр. Олександр Іванович Гапон; 4 июля 1940, с. Орлянское, Васильевского района Запорожской области, УССР — 7 апреля 2021) — украинский и советский театральный актёр. Народный артист Украины (1992). Почётный гражданин Запорожья (2012).

## Биография
Из крестьян. Начал работать в колхозе с 8-ми лет. В детстве пел в тыловом госпитале в родном селе.
В 1962 году окончил Днепропетровское государственное театральное училище.
С тех пор работал в Запорожском академическом областном украинском музыкально-драматическом театре имени Владимира Магара.
Актёру были присущи выразительный внешний рисунок, музыкальность, комедийность.

## Избранные роли
- Панасик («Цыганка Аза» М. Старицкого)
- Шельменко, Стецько («Шельменко-денщик», «Сватанье на Гончаровке» Г. Квитки-Основьяненко)
- Финтик, Эвриал («Москаль-волшебник», «Энеида» И. Котляревского)
- Христофор («Зарево над Хортицей» П. Ребро)
- Бабс Баберлей («Тётка Чарлея» В. Полякова по Б. Томасу)
- Мокий («Уголовный массаж» А. Малярова)
- Швейк («Бравый солдат Швейк» Я. Гашека)
- Сенечка Перчаткин («Чужой ребёнок» В. В. Шкваркина)
- Начальник конвоя Баранов («Дети Арбата»)

## Награды
- Орден «За заслуги» III степени (2011)[4].
- Народный артист Украины (1992).
- Заслуженный артист Украинской ССР (1979).
- Почётный гражданин Запорожья (2012).
- В 2017 году, согласно Указу Президента Украины «Про назначение государственных стипендий выдающимся деятелям культуры и искусства» был удостоен двухлетней президентской премии.